# フッ化水銀(I)
フッ化水銀(I)（フッかすいぎん いち、Mercury(I) fluoride）は、化学式が Hg2F2 と表される水銀のフッ化物である。感光性のある黄色結晶である。

## 反応
フッ化水銀(I)は、フッ化水素と炭酸水銀(I)によって合成される。水に溶かすと、金属水銀と酸化水銀(II)、フッ化水素に加水分解される。Swarts反応では、ハロゲン化アルキルをフッ化アルキルに変化させる。
{\displaystyle {\ce {{2R-X}+ Hg2F2 -> 2 R-F\ + Hg2X2}}}(X = Cl, Br, I)

## 構造
Hg2F2 は、他の Hg(I) 化合物と同様に直線形の X-Hg-Hg-X 単位構造を持つ。Hg-Hg 結合は 251 pm で、金属水銀中の Hg-Hg 結合 300 pm より短くなっている。Hg-F 結合は 214 pm である。各 Hg は隣接する1個の Hg 原子と1個の F 原子、周囲の4個の F 原子と結合しており、この F 原子との結合は 272 pm となっている。全体的には八面体形構造である。この化合物はしばしば Hg22+ イオンと F- イオンからなるイオン性化合物であると言われる。